# Cooper Square

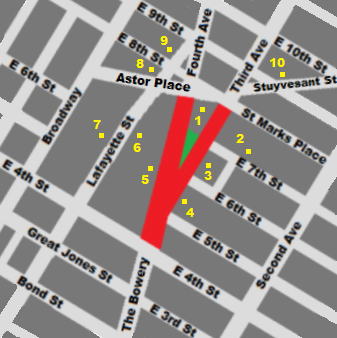
Un mapa de Cooper Square (en rojo), mostrando algunas ubicaciones de interés en el área:
1. Cooper Union Foundation Building
2. McSorley's Old Ale House
3. Cooper Union New Academic Building
4. Cooper Square Hotel
5. Village Voice
6. Teatro Público (Biblioteca Astor)
7. Colonnade Row / Astor Place Theatre (Blue Man Group)
8. Clinton Hall (site of the Astor Opera House)
9. Kmart (Wanamaker Department Store Annex)
10. Casa Hamilton Fish

Cooper Square (Plaza Cooper) es una intersección de calles en el bajo Manhattan, Nueva York, ubicado en la confluencia de los barrios Bowery al sur, NoHo al oeste y suroeste, Greenwich Village al oeste y noroeste, East Village al norte y al este y el Lower East Side al sudeste.

## Descripción
Empezando en su punto sur donde la calle Bowery cruza la Calle 4 Este, la vía se divide en dos, ambas denominadas como Cooper Square, hasta que cruzan Astor Place entre la calle 8 Este y St. Marks Place y se convierten en la Cuarta Avenida (la calle occidental) y la Tercera Avenida (la calle oriental).
Debido al tráfico del Bowery, la Tercera Avenida y ambos lados de Cooper Square son vías de doble sentido. La interesección es compleja y complicada para los peatones, especialmente considerando que es parte de una ruta de camiones aprobada por la ciudad. El Departamento de Transporte de la Ciudad de Nueva York anunció planes para normalizar el tráfico, aumentar el tamaño del parque en el medio de la plaza y crear un nuevo parque comunitario en el área.

## Historia
Cuando la plaza fue abierta inicialmente como un espacio público en 1850, se llamó "Stuyvesant Square" a pesar de que ya existía un "Stuyvesant Square" a unos ochocientos metros al norte en la Segunda Avenida. Fue renombrada en honor de Peter Cooper, industrial y filántropo del siglo XIX, luego de su muerte en 1883. En 1853, Cooper había iniciado la construcción del edificio de la Cooper Union for the Advancement of Science and Art, una institución fundada en la creencia de que educación de alta claidad debía ser accesible a todos los que calificaban para recibirla, incluyendo mujeres - una idea radical en esos años - totalmente gratis. Continuó proveyendo a cada estudiante con una beca integral hasta 2014. El edificio de la Frederick A. Peterson de la Fundación Cooper Union en el extremo norte de la plaza es el edificio estadounidense más antiguo con vigas de acero que sigue en pie en el lugar donde fue ubicado cuando fue construido en 1859. El interior fue totalmente reconstruido en 1975 no sólo para modernizarlo sino para completar los planes de Cooper que nunca se realizaron en su momento: la instalación de un ascensor. El exterior del edificio fue restaurado en 1999 también.
Al sur del edificio de la Fundación existe un pequeño parque, Cooper Triangle, que incluye un monumento dedicado a Peter Cooper. Cruzando la calle, en el número 41 Cooper Square, se levanta el nuevo edificio de la escuela, el New Academic Building, diseñado por Thom Mayne de Morphosis.
La sede principal de The Village Voice se ubican en la parte occidental de la plaza al igual que los salones de clase de la Grace Church School y Kaplan, Inc. El pulcro y moderno rascacielos del Cooper Square Hotel en el número 25 es uno de los edificios más nuevos de la plaza.
El plan de reconstrucción de Astor Place y Cooper Square del Departamento de Transporte de la Ciudad de Nueva York proponía algunos cambios en Cooper Square a realizarse el 2013. La vía occidental de la plaza dejaría de ser una vía de dos sentidos de uso múltiple y pasaría a ser una vía exclusiva de buses con rumbo norte. La confusa intersección de ambas vías en la calle 5 pasaría a ser una simple "Village Plaza", con veredas y un pequeño anfiteatro en la vereda occidental. Finalmente, Cooper Triangle sería renovado y expandido para hacer una nueva vía "Cooper Walk" que lelvaría hasta Cooper Union. Nuevos árboles se plantarían en ambos sentidos de la plaza.

## Galería

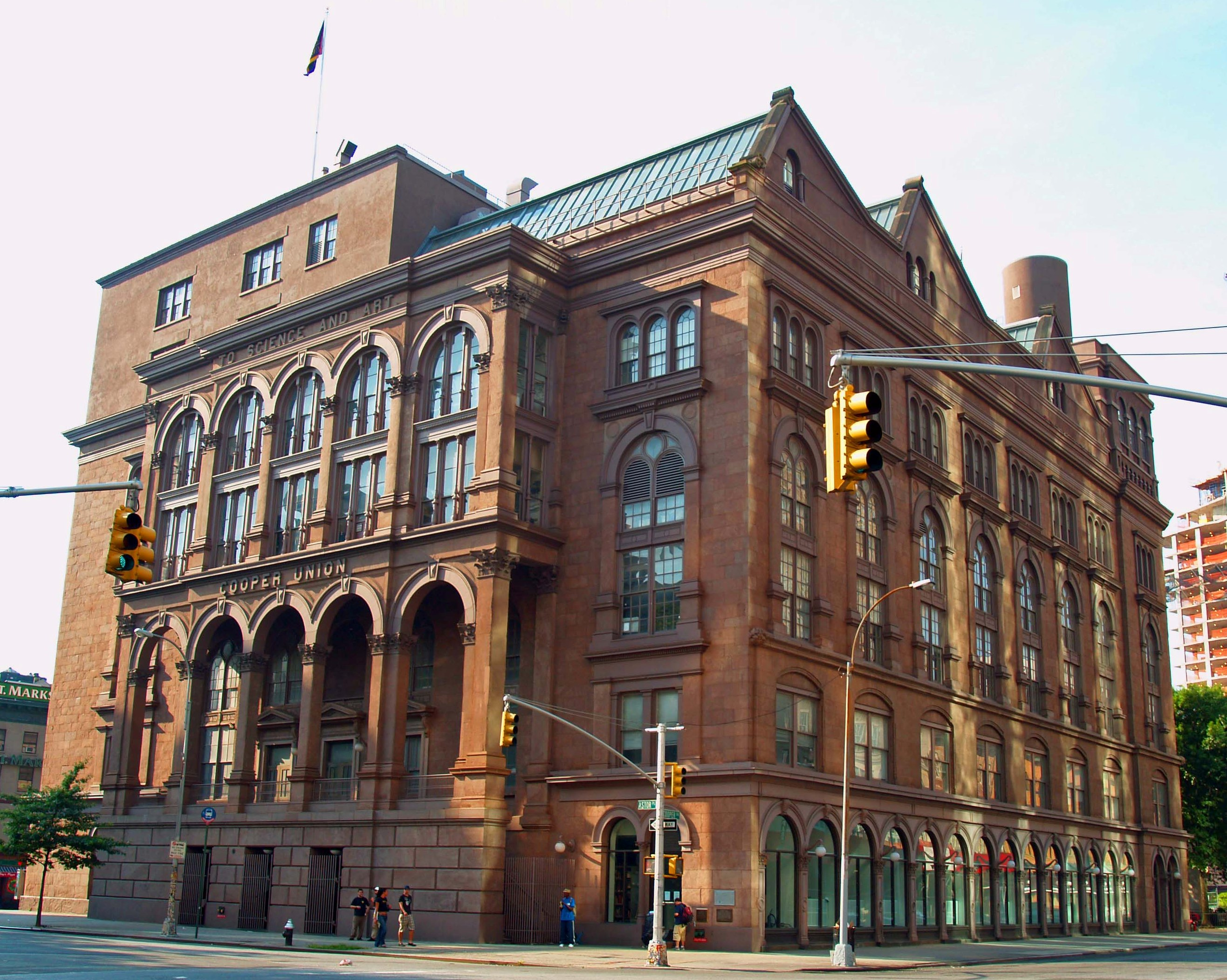
El edificio de la Fundación Cooper Union ha marcado el extremo norte de la plaza desde 1859
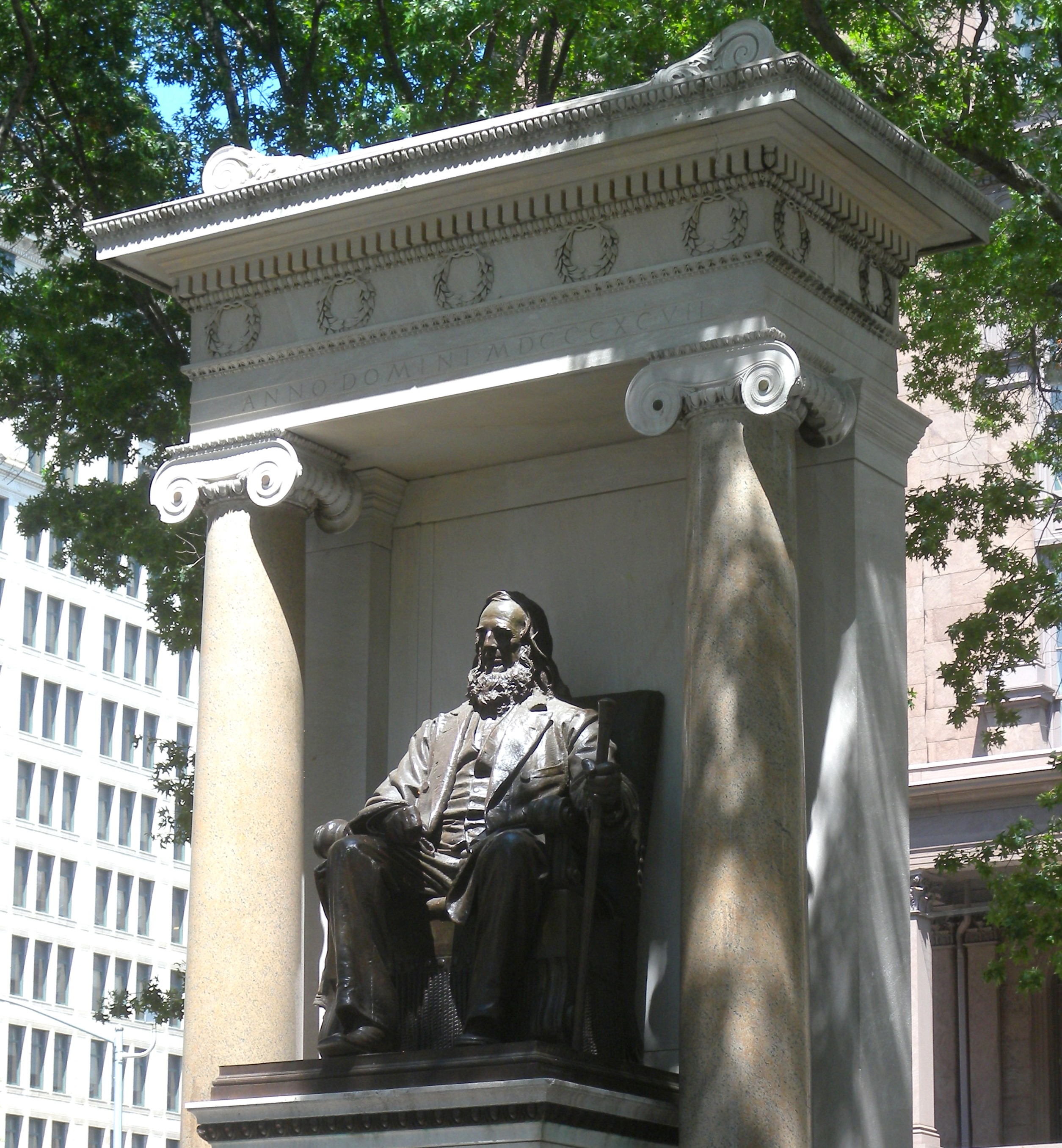
El monumento a Peter Cooper se encuentra entre el edificio de la Fundación y el parque Cooper Triangle
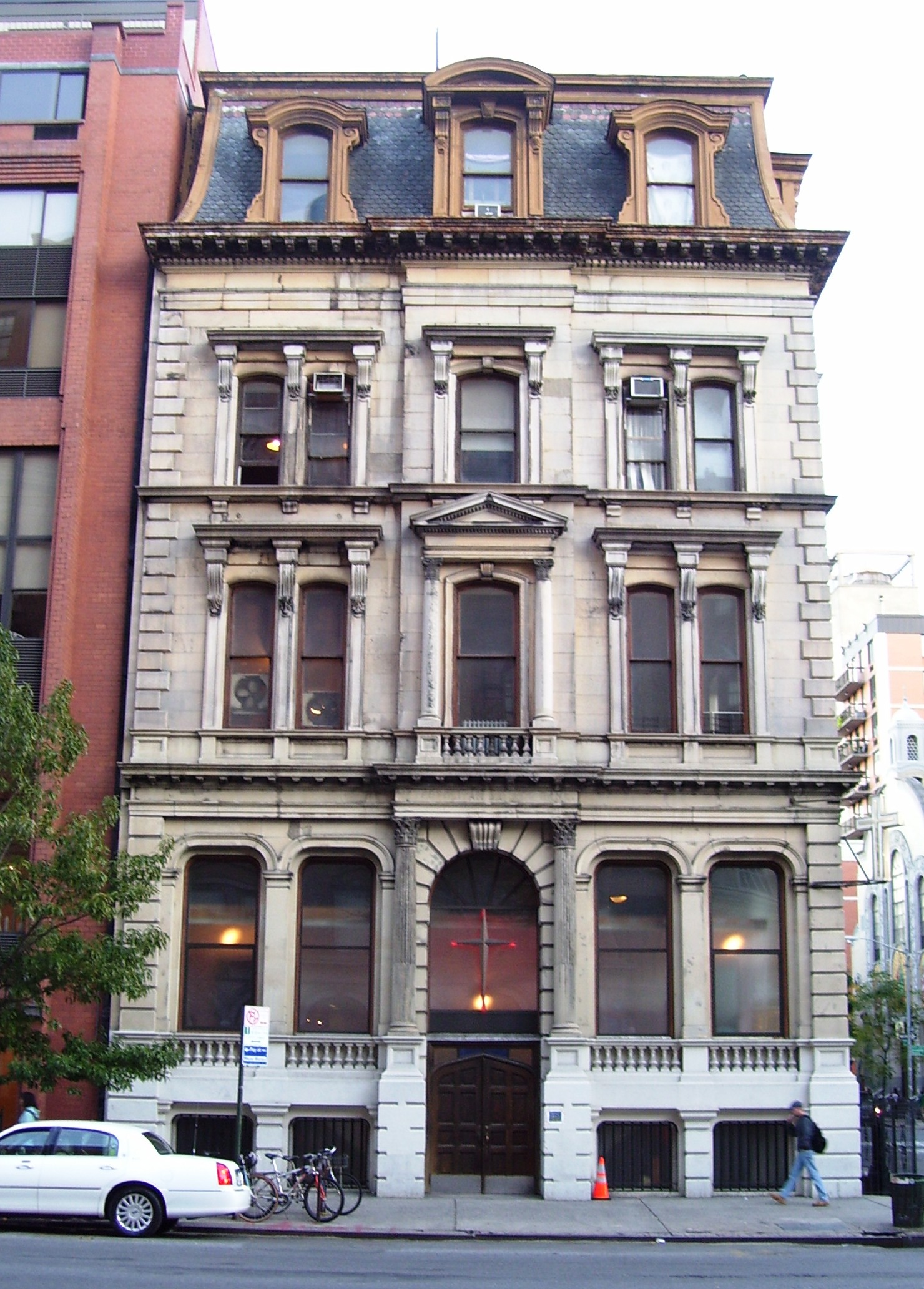
#61: Este edificio fue construido en 1867 como un banco, pero ha sido una iglesia desde 1937. (Monumento Histórico de Nueva York desde 1969[19])
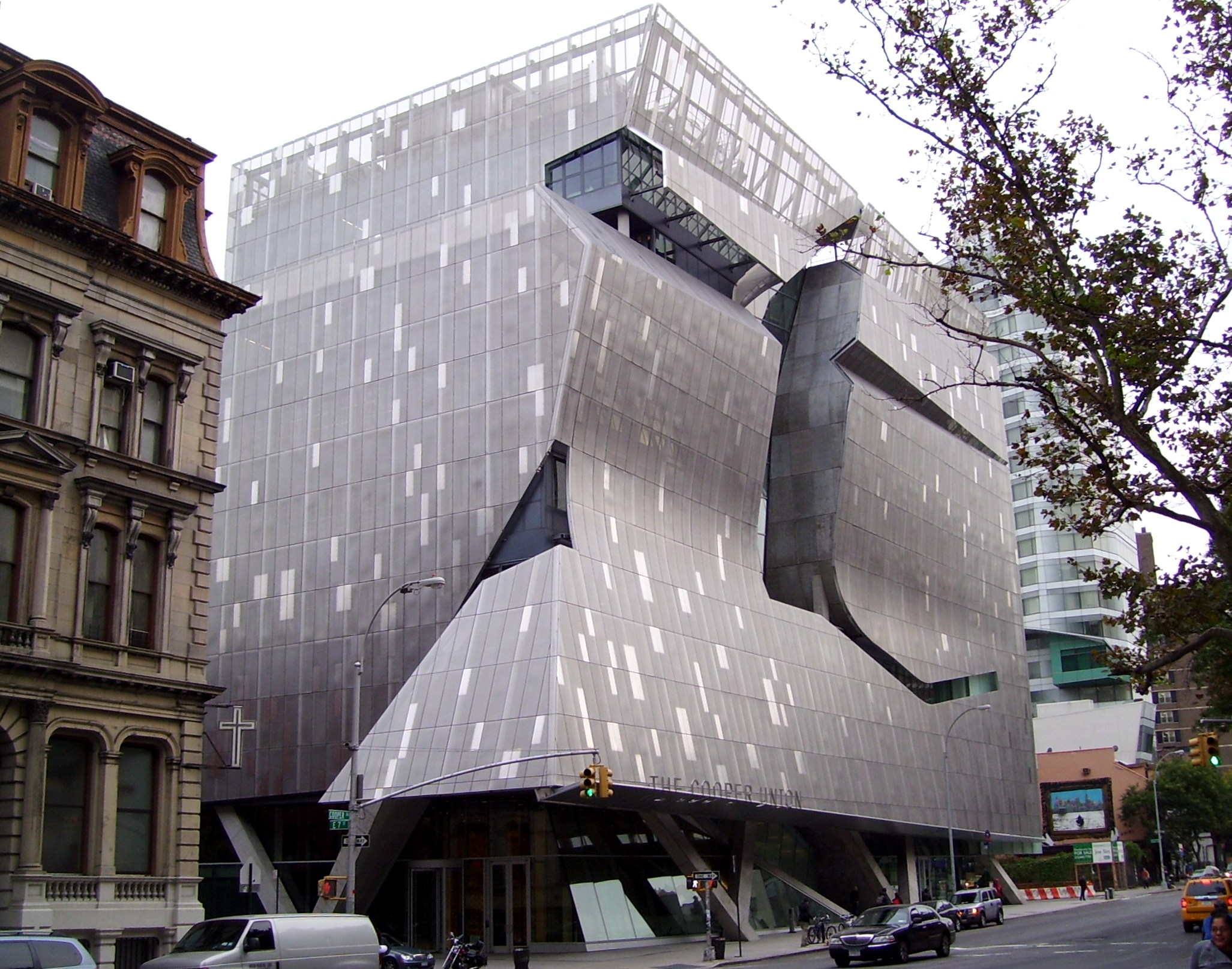
#41: El Nuevo Edificio Académico de Cooper Union diseñado por Thom Mayne, abrió en el verano del 2009
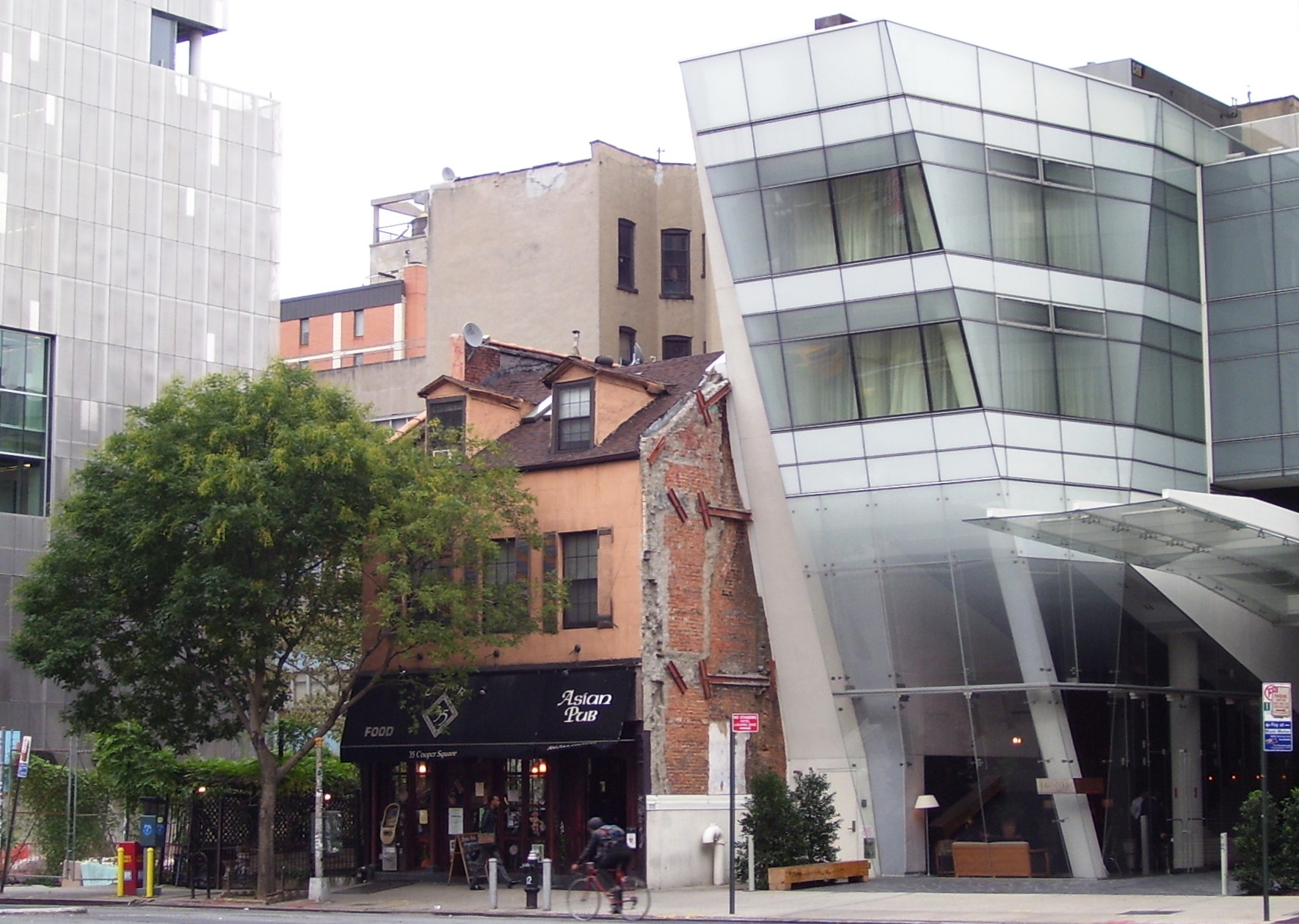
#35: El modesto edificio de la izquierda fue propiedad de un bisnieto de Peter Stuyvesant a inicios del siglo XIX.[20]  Fue demolido para dar espacio a una nueva construcción.
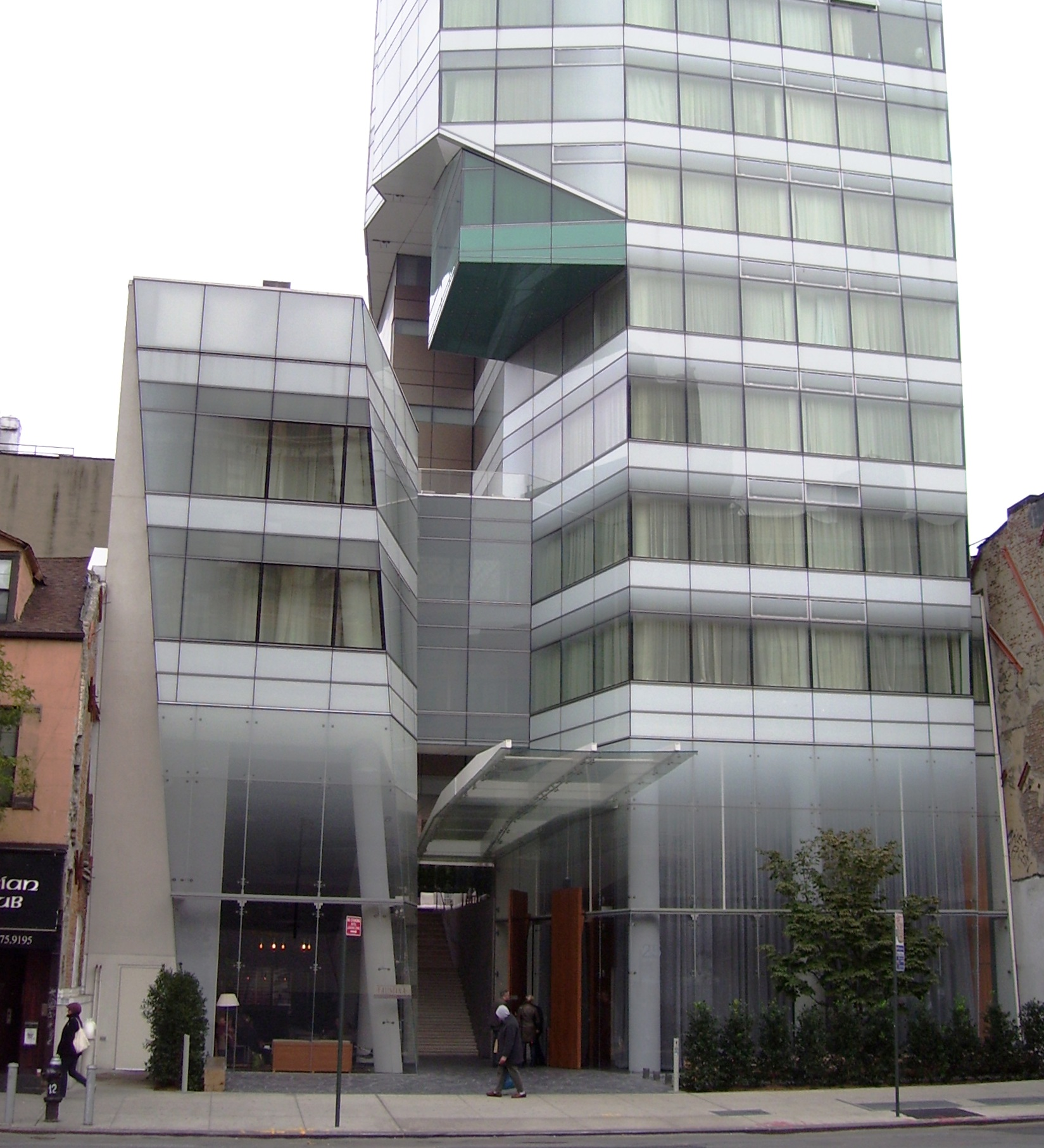
#25: El hotel de lujo The Standard, East Village, una torre ultra moderna de 21 pisos fue abierta en el 2008 como el Cooper Square Hotel
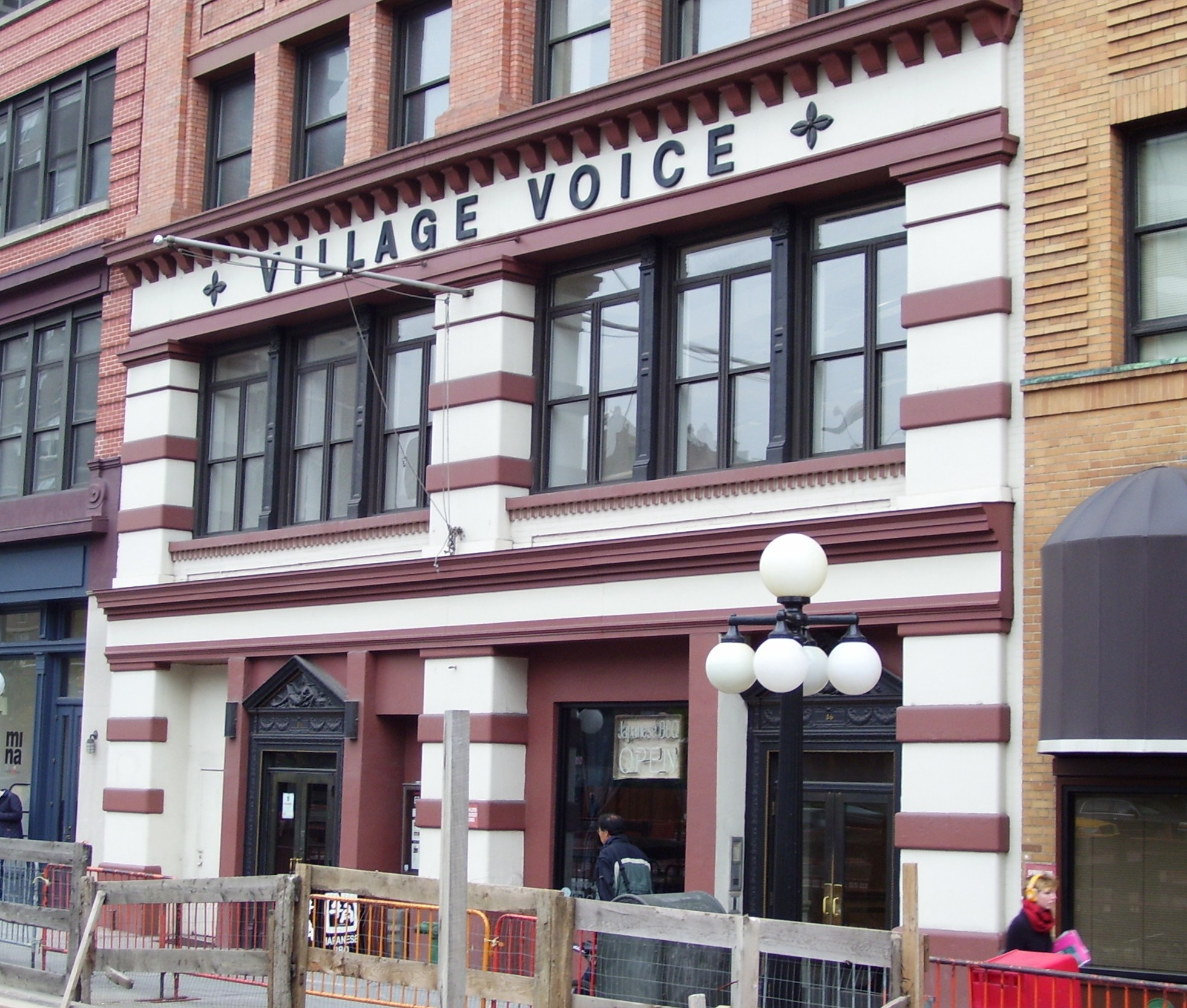
#36: A diciembre del 2012, este edificio fue sede de The Village Voice y de firmas digitales incluyendo curbed.com y 9Threads.